# Удаляюсь (пісня)
Удаляюсь — пісня Тіни Кароль, випущена 14 березня 2014 року. Входить до альбому «Помню».

## Опис
Пісня «Удаляюсь» про те, як важливо не віддалятися і берегти один одного, і все частіше позначати у своєму календарі ні важливі зустрічі, а ніжні побачення. Автор слів та музики став Сергій Позняков.

## Відеокліп
Режисером кліпу виступив Дмитро Кочнев.
У кліп увійшли увійшли робочі моменти, репетиції туру «Сила любові і голосу», кадри з фільму про співачку, а також відео з самотньої прогулянки знаменитості біля моря на березі Ялти. Крім того, в кліпі можна побачити пам'ятні моменти зі святкування Дня народження сина зірки Веніаміна.

## Live виконання
2014 р. «Удаляюсь» — Фільм «Сила любові та голоса»
2015 р. «Удаляюсь» — музична вистава «Я все еще люблю»

## Список композицій
| Цифрове завантаження, стримінг | Цифрове завантаження, стримінг | Цифрове завантаження, стримінг | Цифрове завантаження, стримінг | Цифрове завантаження, стримінг |
| #                              | Назва                          | Автор слів                     | Автор музики                   | Тривалість                     |
| ------------------------------ | ------------------------------ | ------------------------------ | ------------------------------ | ------------------------------ |
| 1.                             | «Удаляюсь»                     | Сергій Позняков                | Сергій Позняков                | 3:28                           |